# Älgsjön (Hammars socken, Närke)
Älgsjön är en sjö i Askersunds kommun i Närke och ingår i Motala ströms huvudavrinningsområde. Sjöns area är 0,001 kvadratkilometer och den befinner sig 122 meter över havet.